# Kongerjaure
Kongerjaure är en sjö i Arvidsjaurs kommun i Lappland och ingår i Byskeälvens huvudavrinningsområde. Sjön har en area på 0,879 kvadratkilometer och ligger 342 meter över havet.

## Delavrinningsområde
Kongerjaure ingår i det delavrinningsområde (727594-167814) som SMHI kallar för Mynnar i Pjesker. Medelhöjden är 359 meter över havet och ytan är 6,53 kvadratkilometer. Det finns inga avrinningsområden uppströms utan avrinningsområdet är högsta punkten. Vattendraget som avvattnar avrinningsområdet har biflödesordning 3, vilket innebär att vattnet flödar genom totalt 3 vattendrag innan det når havet efter 142 kilometer. Avrinningsområdet består mestadels av skog (62 procent). Avrinningsområdet har 0,88 kvadratkilometer vattenytor vilket ger det en sjöprocent på 13,5 procent.